# Den himmelblå
"Den himmelblå" er en dansk julesang af Shu-bi-dua, der blev udgivet første gang på Shu-bi-dua 7 i 1980. Både teksten og musikken er skrevet af Michael Bundesen, Jens Tage Nielsen, Bosse Hall Christensen, Michael Hardinger og Claus Asmussen.
Med strofer som "Jesus bli'r født på 2. sal i Magasin du Nord / han griner, når du trykker på en fodpedal / si'r goddag til sin mor", er sangen udtryk for satire over den stærkt kommercialiserede jul. Den indeholder samtidig en reference til den forbrugsfest, der prægede Danmark i 1980'erne.
Sangen var den 7. mest spillede julesang i perioden 2008-2012.
Sangen har været på singlehitlisten i både 2016, 2017 og 2018 med højeste placering som nummer 26 i januar 2018.

## Spor
1. "Den Himmel Blå" - 3:15
2. "Rosita" - 2:45